# Angiostrongylus
Angiostrongylus  is een geslacht van long- en hartwormen die behoren tot de familie Angiostrongylidae en de orde Strongylida. Deze orde bestaat uit een groot aantal soorten parasitaire rondwormen (Nematoden).
Longwormen uit dit geslacht veroorzaken Angiostrongyliasis. Het hart en vaatstelsel van honden raakt daarbij geïnfecteerd door de larven van deze rondworm. Slakken spelen een belangrijke rol als tussengastheer.
Angiostrongylus vasorum, die ook wel kleine of Franse hartworm wordt genoemd komt voor in Europa bij honden en vossen, volgens een studies uit 2008 en 2010 ook in Nederland.
Over de indeling van de rondwormen is geen consensus, de hier gepresenteerde indeling komt uit de taxonomy browser.
- Geslacht Angiostrongylus
  - Angiostrongylus cantonensis (longworm bij ratten)
  - Angiostrongylus costaricensis (Amerikaanse rattenlongworm)
  - Angiostrongylus dujardini
  - Angiostrongylus malaysiensis
  - Angiostrongylus vasorum (Kleine of Franse hartworm bij honden)
  - Angiostrongylus sp. 0401054